# حبرون (شخصية توراتية)
وفقًا للعهد القديم، حبرون (بالعبرية: חֶבְרוֹן‏) ابن قهات وحفيد لاوي، وهو شقيق عمرام وعم هارون ومريم وموسى. يُصور حبرون في النص كمؤسس لسبط اللاويين. ومع ذلك في بعض المناسبات، يعامل سفر أخبار الأيام الأول حبرون ونسله على أنهم متميزون عن باقي أحفاد قهات.
لم يعط الكتاب المقدس تفاصيل أخرى عن حياة حبرون، ووفقًا لعلماء الكتاب المقدس فإن الأنساب لأحفاد لاوي هي في الواقع أسطورة مرضية، وينسب علماء النقد النصي الأنساب إلى وثيقة تُنسب إلى مجموعة دينية وسياسية كهنوتية. ويعتقد علماء الكتاب المقدس أن نسل حبرون اكتسبوا اسمهم نتيجة نشأتهم في المدينة التي يهيمن عليها اللاويون والتي تسمى حبرون وهي الخليل حاليًا. على الأرجح فإن الاسم الممنوح لمدينة حبرون يأتي من مدينة تحمل الاسم نفسه في زمن إبراهيم قبل نحو 400 عام.